# Léon Vanderkelen
Eugène Léon Vanderkelen (Leuven, 30 mei 1856 - 11 augustus 1915) was een Belgisch senator.

## Biografie
De wijn- en likeurenhandelaar Léon Vanderkelen was een zoon van Leopold Vander Kelen (1813-1895), burgemeester van Leuven, en Anne-Marie Mertens (1818-1906). Hij werd in 1895, na de dood van zijn vader, verkozen tot gemeenteraadslid van Leuven. Hij werd ook schepen van de stad.
In 1900 werd hij verkozen tot liberaal senator voor het arrondissement Leuven en vervulde dit mandaat tot aan zijn dood.
Op 23 augustus 1914 werd hij, samen met burgemeester Leo Colins en schepen Emile Schmit, door de Duitse bezetter gegijzeld. Hij kon ontsnappen. Eind oktober kwam hij weer in de openbaarheid en nam opnieuw zijn schepenambt op.